# Fernando de Mompox
Fernando de Mompox y Zayas (Valencia, Provincia de Venezuela, 1690-Río de Janeiro, 1745) fue un abogado, jurista y caudillo de la Revolución comunera.

## Biografía
Nació en Valencia (Venezuela). Fue un abogado y jurista que actuó en la corte virreinal de Lima. Se destacó como brillante orador, por ciertas diferencias con el Tribunal de la Santa Inquisición, fue encarcelado en Lima, donde conoció a José de Antequera y Castro, quien estaba siendo procesado. Convencido de la justicia de la causa de Antequera e imbuido por sus ideas y munido de credenciales o  cartas de recomendación de este, escapó del encierro, dirigiéndose hacia Asunción, adonde llegó en julio de 1730.
Personaje singular, de buen hablar, supo como ponderar los derechos del pueblo y poco tardó en reunir adeptos a la causa.